# Bracon pusillimus
Bracon pusillimus är en stekelart som beskrevs av Josef Fahringer 1928. Bracon pusillimus ingår i släktet Bracon och familjen bracksteklar. Inga underarter finns listade.